# Orlin Norris
Orlin Norris (Lubbock, 4 ottobre 1965) è un ex pugile statunitense, che ha detenuto il titolo WBA nella categoria pesi massimi leggeri, ed ha preso parte a diversi incontri nella categoria pesi massimi, tra gli anni ottanta e novanta.
Il fratello, Terry Norris, fu ugualmente pugile professionista.

## La carriera
Peso massimo di altezza non elevata (circa 180 cm) e scarsamente tecnico, divenne professionista a 21 anni, nel 1986. Vinse il titolo NABF nel 1988 sconfiggendo Larry Alexander. Nel 1990 ottenne una discreta visibilità sconfiggendo Oliver McCall, futuro campione mondiale, e l'anno dopo riprese il titolo NABF battendo Lionel Washington, ma poco dopo fu sconfitto, per il medesimo titolo, ai punti dal gigantesco Tony Tucker, sebbene Norris avesse dominato il match.
Dopo questo incontro, Norris scese di categoria passando ai Cruiser, dove sconfisse tra gli altri Adolpho Washington.
Nel 1999, in un match che lo vedeva opposto a Mike Tyson, Norris subì un infortunio ad un ginocchio che chiuse il match in un no-contest.
Dopo aver incontrato altri campioni, tra cui Vitali Klitschko che lo sconfisse in soli 60 secondi, Norris si ritirò nel 2005, a 40 anni di età.
In carriera ha disputato 70 incontri, di cui 57 vinti (30 prima del limite), 10 persi, 1 pareggio e 2 no-contest.